# Thomas Wessinghage
Thomas Wessinghage (República Federal Alemana, 22 de febrero de 1952) es un atleta alemán retirado especializado en la prueba de 5000 m, en la que ha conseguido ser campeón europeo en 1982.

## Carrera deportiva
En el Campeonato Europeo de Atletismo de 1982 ganó la medalla de oro en los 5000 metros, con un tiempo de 13:28.90 segundos, llegando a meta por delante de su compatriota Werner Schildhauer y del británico David Moorcroft (bronce).